# 床次竹二郎
床次 竹二郎（とこなみ たけじろう、慶応2年12月1日（1867年1月6日） - 昭和10年（1935年）9月8日）は、日本の官僚、政治家（衆議院議員）。内務大臣、鉄道大臣、逓信大臣を歴任し、政友本党総裁も務めた。鹿児島県士族。「床次竹次郎」は誤りである。

## 来歴

### 生い立ち
慶応2年12月1日（1867年1月6日）、薩摩藩士の床次正精・友子の長男として、現在の鹿児島県鹿児島市新照院町に生まれる。幼名は竹熊。1872年に父の正精は上京して検事を務めていたが、6歳の竹二郎を含む家族は薩摩に残った。1877年に勃発した西南戦争では西郷死後に大久保利通の留守宅（空き家）を友人と叩き壊した。戦争で家や学校が焼かれたため、父の招きにより上京し、以後東京で教育を受けることとなった。中村正直の同人社や教師の一人には高橋是清が居た共立学校に通い、その後、第一高等中学校を経て、1883年に大学予備門、1887年に東京帝国大学法科大学政治科に入学した。見掛けに依らずに短気な性格であり、在学中は禅の修行など精神修養にも勤めている。大学の同期生に山之内一次、伊集院彦吉、原嘉道、一級下に後に床次の政治顧問を務めることとなる佐々木多門らがいる。

### 官僚時代
明治23年（1890年）に大学を卒業後、大蔵省に入省し、税務関係を担当したが（愛媛県で収税長だったが、後任が若槻禮次郎であった）仕事に馴染めず、明治27年（1894年）に内務官僚に転じて宮城県内務部第1課長となった。明治28年（1895年）に岡山県警察部長、明治29年（1896年）に山形県書記官、明治31年（1898年）に新潟県書記官、明治32年（1899年）に兵庫県書記官、明治35年（1902年）に東京府書記官を務める。各地を転々とする中（長州閥が中心の官界では、薩摩出身の床次はドサ回り要員とされたのである）、部下に仕事を任せる性格の上司の下では手腕を発揮したが、事務を命じるだけの上司の下では手持ち無沙汰となり、テニスに興じた。明治37年（1904年）に徳島県知事に就任し、細事に拘らない執務は県民の好評を受けた。

### 中央政界へ
床次は日露戦争後には既に政界入りを考えており、政党としては立憲政友会を考えていた。明治38年（1905年）12月秋田県知事に任じられたが、中央で働きたいと転勤前の東京で初対面の原敬内務大臣に直訴したところ、見所があると認められて重職である地方局長に抜擢された（1906年（明治39年）、第1次西園寺内閣で内務省地方局長に就任。このとき、神社局長であった水野錬太郎とともに、神社合併を推進していくことになる。これは各地域の信仰、宗教的心情を鑑みずに行った強引なものであり、神社行政に携わった当局者たちがそういった実態をろくに見ずに進めたことに起因している。そしてこの時期の官僚の宗教的信仰に対する理解（あるいは不理解）の平均的代表が床次であったと橋川文三は指摘している。なお床次自身は皇祖皇太神宮天津教の信奉者であったとされる）。このため知事は未赴任のままとなった。抜擢直後に床次を政友会代議士に引き合わせた原は「（床次のことを）この人は敏腕家ではないが、決してうそをつかぬから安心して交際してもまちがいない」と紹介した。当時の内務省は山県閥の勢力が強く、原は閥外の床次を抜擢することで山県閥の勢力を削ぎ、政友会の政治力を高めることを意図した。以後、床次は内務大臣だった原敬に重用され、この頃原が進めた両院縦断に従事する。床次は主に研究会との折衝に当たり、立憲政友会と研究会双方との関係を深めていく。のちに床次の一派である政友本党が清浦内閣の与党となるのは、この時の縁が関係している。もちろん欲得ずくでもあった。政友会の議員は、原が実業家に出馬を勧めたという経緯のために、経綸を持って政治にあたるというよりも、事業のついでに議員を務めるようなもの、あるいは政治屋とも言うべきものもおり、与党依存心理が極めて強かったのである。また、在任中に宮中某重大事件が発生し、新聞記者組合から情報の解禁要求を突きつけられている。その後も原内相のもと、郡制廃止に努力するも貴族院の反対で頓挫した。明治41年（1908年）、樺太庁長官を歴任。
明治44年（1911年）、第2次西園寺内閣が成立し、再び内務大臣となった原が床次を内務次官に起用した（当時の床次は44歳、同期任官38人中で他に次官まで出世したのは橋本圭三郎大蔵次官のみ）。大正元年（1912年）、「二個師団増設問題」により第2次西園寺内閣は総辞職に到り、原内相と共に次官を辞任した。辞任後の床次を原は貴族院に推薦しようとしたが空き議席が不足していたため見送られた。
大正政変を経た大正2年（1913年）の第1次山本内閣の成立時には首相と同郷の薩摩出身者であることから薩派と政友会の連絡役として活躍した。その功績もあって山本内閣では鉄道院総裁に就任。これは内閣書記官長や法制局長官と同じく準大臣級の重職であった。総裁として鉄道幹線広軌化計画の中止（このため、島安次郎をはじめとする広軌改築論者が鉄道院を去っている）と地方路線拡張方針を打ち出した。
床次は最後の鉄道院総裁となった。この業績を記念して、鉄道省玄関に胸像が飾られたが、のちに金属類回収令のために供出されている。

### 政友会へ入党
床次は代議士となることを念頭に大正2年（1913年）12月に政友会に入党した。同時期に入党した官僚は多く、水野錬太郎（前内相で浪人中）・橋本圭三郎農商務次官・犬塚勝太郎逓信次官・岡喜七郎警保局長・小山温司法次官などが挙げられる。大正3年（1914年）、山本内閣の総辞職を受けて鉄道院総裁を辞任。なお同年には山本権兵衛から貴族院の勅選議員になることを勧められた。当時勅選議員は終身制であり、一生涯を通じて政治家としての安定した地位が得られる為、当時の官僚にとって羨望の的であったが、政党政治に将来性を見出していた床次は原の勧めもあってこれを断った。地元の伊地知峻の誘いで郷里の鹿児島県から衆議院議員補欠選挙（長谷場純孝の急死による補選）に立候補し初当選する。以後、殆どお国入りすることなく昭和7年（1932年）の総選挙まで連続8期の当選をした。初当選の翌年（1915年3月）には第12回衆議院議員総選挙が行われ、立憲政友会は184議席から104議席に激減させる逆境であったが、床次は首位で当選を果たした。政友会では領袖クラスの大岡育造、奥繁三郎、伊藤大八、松田源治、粕谷義三などが落選し、当選した床次は元田肇、岡崎邦輔、村野常右衛門と共に政友会院内総務に就任した。5月、衆議院本会議で第2次大隈内閣の加藤高明外相に質問する形で初演説を行った。新聞に「無用な活気には乏しいが、荘重の弁は、外交質問としては、上品な所を見せた」と評された。
大正7年（1918年）9月に原内閣が成立すると内務大臣（兼鉄道院総裁）に就任したが、この人事は反発を恐れて直前まで秘密にされていた。1919年11月、博徒右翼団体である大日本国粋会の結成に世話役として関わる。内相としては長年の懸案であった郡制廃止、選挙法改正による選挙権拡張と与党に有利とされる小選挙区制の導入を実現した。また内務省内に社会局を新設して生活保護や失業救済を管轄させ、後に労働問題も取り扱うなど国民の権利や要望に対応する社会政策に取り組んだ。ストライキについても原則的に干渉しない姿勢をとった。他にも、同年12月に半官半民で協調会を設立して労働者対策とした。この姿勢は山縣有朋の不満を買うことになり、内田康哉外相・中橋徳五郎文相とともに山縣に非難され、のちには更迭まで求められるようになる。鉄道院総裁としては幹線改良を優先する改主建従政策から新線建設を優先する建主改従政策へ転換して政友会への支持を図った。また、この原内閣期には原より命じられて貴族院の最大会派であった研究会を初めとする貴族院勢力との関係を築き、研究会を山県閥から引き離し政友会に近づける工作を成功させた。
原内閣における床次の活躍はキャリア官僚から政治家への転身の流れを加速させ、それ以前のキャリア官僚出身議員の当選が一桁台だったのに対し、大正14年（1920年3月）の第14回衆議院議員総選挙では20人に増大、清浦内閣期の第15回衆議院議員総選挙で一時減退するものの、以後犬養内閣期まで40人前後の当選者が出ることとなった。これは明治初期の立身出世の早道がキャリア官僚にあったのに対し、政党内閣期にはこれが代議士へ変化したと認識されたためである。また、原内閣期の鹿児島は床次配下の議員で占められたため「床次王国」と呼ばれた。この時期、山縣閥は次第に力を失い、薩派が間を縫って力をつけていく。床次は鹿児島出身であり、松方正義と牧野伸顕が宮中に、山本権兵衛が海軍に、という図式である。また、宮中某重大事件に際しては、皇太子婚約変更反対の動きを行っている。これは、自身を引き立てた原の意図に反しているが、島津家の意向を受けたものであった。床次は治安維持の責任者でありながら、右翼が山縣暗殺を計画しているという話に対しても「山縣の身辺保障は難しい」と原に申し入れる有様であった。

### 政友会の分裂
大正10年（1921年）11月4日、原が暗殺され、後継首相には高橋是清蔵相が横滑りした(高橋内閣)。床次は内相に留任したが原の死後、高橋首相は前言を翻して中橋徳五郎文相を窮地に陥れるなど指導力が問題視され、政友会党内は首相留任のうえ内閣改造を狙う改造派と、首相のみ交代させて閣僚留任を目指す非改造派に分かれて内紛が激化した。当初、床次は総裁派と非総裁派の融和に努め、貴族院から攻撃を受けていた中橋については党内を一蓮托生主義として固め、また繋がりを持つ貴族院へ運動してことを納めて仲介した。
三土忠造内閣書記官長は高橋に引退を勧め、後任に床次を推薦した。高橋は床次は経済・財政に通じていないと難色を示したが渋々引退を一度は認めた。しかし、高橋を担ぐ改造派は横田千之助を中心に結集して高橋を翻意させ、以降主導権をめぐった対立が激化し、大正11年（1922年）6月に高橋内閣は退陣した。
退陣後も政友会では高橋総裁が続投したが内紛状態の政友会に政権は回って来なかった。首相として推奏を受けていた加藤友三郎が辞退した場合、憲政会の加藤高明総裁が組閣される情勢であり、政友会では局外中立で加藤友三郎を支えることで一致し、元老松方正義に床次を派遣して加藤友三郎内閣の成立を推進するとともに、加藤高明内閣の出現を阻止した。

### 政友本党時代
在任中に死去した加藤友三郎を後継した第2次山本内閣が虎ノ門事件の責任を取って大正12年（1923年）12月27日に退陣すると政友会改造派は高橋を首相とする政友会内閣の擁立を狙ったが、高橋総裁では指名を受け得ないと考える床次ら非改造派は貴族院研究会の幹部清浦奎吾を推戴し政友会・研究会連合内閣を目論んだ。結果、大正13年（1924年）1月1日に清浦が大命降下を受けた。当てが外れた横田らは第2次護憲運動を開始したが、貴族院との繋がりが太く、協調によって政権を維持してきた床次らには受け入れがたかった。
大正13年（1924年）1月、清浦内閣が成立すると高橋総裁が憲政擁護の立場から清浦内閣打倒を唱えた。党分裂を避けたかった改造派は非改造派の説得工作を開始し、床次も党融和の見知から脱党論者の説得に当たったが、逆に非改造派の強い説得を受けた床次は清浦内閣支持に回った。1月15日に床次は決意して腹心・榊田清兵衛らと共に政友会を脱党した。結局、政友会からは過半数の136人の代議士が脱党、続いて月末までに13人が脱党した。政友会本体は129人となり、政友会の過半数以上が床次と行動を共にした。
脱党組は29日に政友本党を結成し、当初は総裁を置かずに床次、中橋、などの有力者5人を最高幹部の総務委員とする集団指導体制を取った。2月1日、臨時党大会で床次は政友会の本流が政友本党にあることを宣言した。第2次護憲運動の逆風を受けた5月の第15回衆議院議員総選挙では、与党の政友本党は149議席から112議席に議席を減らして衆院第2党となり、清浦内閣は退陣した。結果、6月11日に護憲三派の推す加藤高明内閣が発足し、政友本党は野党となった（ただし与党となった三派の内、政友会と革新倶楽部も選挙前より議席を減少）。
古巣の政友会も選挙で議席を減らして第3党となったため、政権の主導権を獲得するためにも党勢回復に努めた。大正14年（1925年）2月4日、政友会における床次の好敵手であった現職法相の横田千之助が死去し、4月13日には政友会の新総裁に田中義一を迎え、更に犬養の革新倶楽部を合併した。また、政友本党へ復帰工作を行って勢力を挽回しようとした。小川平吉は前田蓮山へ仲介を依頼して床次に復党を促した。政友本党では、横田の死と高橋総裁の引退を機会と捉えて復帰を推進する中橋達に対し、田中新総裁と革新倶楽部合併は政友会の変質であり合流後の主導権に疑問を持って合流を躊躇した床次達の意見は割れた。政友会では8月に連立内閣を解消して野党となっていたため、単独過半数を狙って更に政本合流工作を進めて政友本党に接近したが12月末に交渉は決裂した。この間、床次は政策本位による政府との協調で党勢を拡大し、政友本党優位の状態で政友会を吸収する大政友会構想を進めていた。しかし最終的に中橋徳五郎、鳩山一郎ら21人が政友本党を離脱して政友会に合流し、床次の政友本党は87議席に減退し、政友会への優位は失われていった。政友本党では党勢回復の10月から各地に党首を旗印とする後援組織「床次会」を設けて地域組織を固め、一般大衆への浸透と普通選挙への対応とした。
第1次加藤高明内閣の政権末期には、野党となった政友本党の床次総裁は二つの面より政権獲得の可能性を狙っていた、一つは憲政常道の実績により現政権が失政辞職して反対党（野党）の政友本党に大命降下する可能性、別の実績からも非政党内閣に移行した場合には野党である政友本党に提携・連立の打診が来る可能性があったことである。有馬学はこの床次の態度を、当初は小川の工作に応じて政友会復帰の意欲が濃厚であったが、結果的に常に鮮明でなかったのは、多数派工作をしなくても次期政権が自分に来るという主観的な予想から終始逃れられなかったからであると指摘している。更に、政友本党と政友会は提携を申し合わせて多数派を誇示し、西園寺に政権獲得の打診を行ったが野合と見られて政権獲得は出来なかった。この年の12月5日、飯野吉三郎の招待で、水野錬太郎・鈴木喜三郎・後藤新平・赤池濃・山梨半造・田中義一・大倉喜八郎らと、待合「宇佐美」を訪れている。水野・鈴木・後藤・赤池はいずれも内務官僚である。山梨や田中はとかく汚職の噂があった人物であり、大倉は政商である。
第2次加藤高明内閣で少数与党となった憲政会では、12月末から衆院の過半数確保のため政友本党との連携（憲本提携）をもくろんだ。第五十一議会前の12月8日、床次によれば若槻礼次郎内相が床次に「此議会さえ援けて呉るてば後は君のほうに行くべき様尽力を為すべし」と約束を得た。浜口雄幸蔵相が政策を譲らなかったため不成立のまま、大正15年（1926年）1月に加藤高明は病死して連立は不成立となった。引き続き第1次若槻内閣の憲政会内閣が政権を担ったが失政のために4月に退陣した。これに先立ち、選挙回避に動いた若槻総裁に不満を持つ憲政会幹部の安達謙蔵は独断で政友本党と交渉を進め、3月1日には憲本連盟が成立していた。安達は提携成立の暁には適当な時期に若槻は辞職し、床次へ禅譲する政権たらい回し構想を持ち、西園寺へも打診を行った。これを受け入れた床次の判断は政策本位・国家本位の行動であるとコメントされたが、野合であるとの批判を多々受けた。
憲政会の第1次若槻内閣の時期に、第51議会で床次は解散を恐れずに対決姿勢を取ることにより、政本合同論を抑えた。また政府との協調も模索して政策実現の譲歩を引き出そうとした。結果、政府は政友本党の申し入れを容れて税制整理案を修正し、憲政会と政友本党の賛成により可決された。また議会閉会後に若槻は連立を提起し床次に入閣を要請したが次期政権に向けて拘束を受けないためにも、連立を拒否して閣外協力を選択した。若槻内閣が倒れた場合には野党第一党の田中政友会が推奏される可能性が高かったが、一方で西園寺が協調外交政策で幣原外交を買っており、田中を忌避して外交政策を継続する床次政友本党を選択する可能性を床次は考慮していた。貴族院最大会派の研究会の支持を受けていた床次の政友本党は衆議院の議席以上の影響力を持っており、先の憲本提携運動に於いても研究会所属の近衛文麿が床次主導の新党を本気で考えていた。なお、この時期に問題となった松島遊郭疑獄では、証人として取調べを受けている。

### 民政党時代
昭和2年（1927年）4月20日、田中義一内閣が成立した。その後、若槻内閣末期の提携交渉の経緯もあって政友本党内部にも憲政会に接近する動きが進行し床次自身は消極的ではあったものの後藤新平の仲介もあって合流を果たし、6月1日に立憲民政党が結成（憲政会166議席、政友本党88議席）され、二大政党制の土台が整った。床次は民政党の顧問に就任した。なお床次は民政党結党式で「これからは一書生となって党のため国のために奮闘する」と演説している。また、田中内閣が行った東方会議の資料に含まれていた少壮軍人による意見を民政党の有力者が持ち出して中国国民党に渡し、これが田中上奏文に発展した、という説が流れ、床次が関与しているという話も出た。床次が実際に関与したかどうかは不明だが、政界では「床次ならばやりかねない」と見られていたことがわかる。
昭和3年（1928年）2月、総選挙では床次は当選したものの、床次の行動に対する一連の批判を受けて地元鹿児島では床次系以外の当選者が現れ、九州地方の地縁を主体としていた党勢も次第に振るわなくなり、床次王国も凋落の兆しが見え始めた。7月6日、床次は興津の西園寺公望を訪問した。8月1日、対中国不干渉政策に反対との理由で床次は25名の同志とともに民政党を脱党し。院内会派新党倶楽部を結成した。これは総選挙により過半数を割って不安定となった田中内閣を救済するための西園寺の工作であった。これについて筒井清忠は「床次が新党を結成すれば多数を結集でき政権が来るという妄想に動かされていたと言うしかない」と斬って捨てている。また、石橋湛山は「実をいうと床次一派は民政党のガンである。出て行く奴はさっさとこの際出て行かせたほうがよいのだが」と評していた。
西園寺は側近の松本剛吉を使って、昭和4年（1929年）3月9日、工作の結果であった政友会と新党倶楽部は共同で衆議院議員選挙法改正案（トコマンダー）を提出した。導入されたばかりの中選挙区制から小選挙区制への復帰を狙った内容だったが、政友会・新党倶楽部両党に露骨に有利な選挙区割りであるとして批判を浴び、民政党や無産政党、貴族院の激しい抵抗を受け失敗した。

### 政友会への復党
昭和4年（1929年）第56回帝国議会の後、床次は中国を視察旅行した。その前後に田中首相と会談した床次は対中政策について意見交換を行い、この時に床次が外相を打診されたと風聞が流されたが床次は連立を否定した。7月2日、田中内閣が失策により退陣した。続いて民政党の濱口内閣が成立し、政友会の田中総裁引退が決定的な情勢の5日に新党倶楽部は政友会に合流した。床次は政友会復帰を果たしたが、露骨な総裁狙いの行為が世論に批判された。この動きの背後には秋山定輔がいたという説があることを伊藤隆が自著で触れている。また、民政党からの離脱は床次に対する貴族院最大会派である研究会からの支持を失わせることとなった。9月に田中義一が病死すると、最大派閥の鈴木喜三郎の対立候補として床次の名が上がったが、党内融和の優先方針と元老西園寺公望からの首相推奏の可能性から犬養毅が政友会総裁となった。
第2次若槻内閣が辞職し、昭和6年（1931年）12月13日に犬養内閣が成立し、政友会に政権が移った。床次も鉄道大臣として入閣した。昭和7年（1932年）犬養毅首相が五・一五事件で暗殺されると、既に党の主導権を握っていた鈴木喜三郎派への反感が床次支持へ集まり、党内抗争が激化した。なお、五・一五事件以前に発生した血盟団事件でも、床次・鈴木ともに政党の有力者として襲撃の対象に選ばれていた。反鈴木派の望月圭介、岡崎邦輔は鈴木派との関係が悪化していた久原房之助と協議して内閣総理大臣臨時代理の高橋是清を暫定総裁とし、固辞の場合は高橋の指名に従うとの筋書きを準備していた。しかし総裁公選へ持ち込めば多数で勝利の見込みであり、党内主要ポストを抑えていた鈴木派では暫定総裁案に議事を持ち込ませず、床次派が党内支持を纏めきっていない状態を看破し、党を割ることも辞さない強硬姿勢を見せて床次の立候補を辞退させ、5月17日の党委員会で鈴木の総裁への推戴が決定した。このように床次は再び政友会の後継総裁候補となったが敗れ、政友会総裁は鈴木となった。従来の憲政の常道から見ればテロ・寿命による内閣後継は与党後継総裁（例：高橋内閣、第1次若槻内閣、第2次若槻内閣）となっていたが、西園寺公望は政情判断より、斎藤実が首相に推奏された。

### 入閣と政友会の除名
昭和9年（1934年）1月、床次は衆議院で政党は大同団結し、挙国一致て国難にあたる旨を主張した（大同団結運動）。3月22日、反鈴木総裁派の政友会議員82人と民政党議員52人が私的懇談会「政党連携懇話会」を結成して運動を開始したが、参加した政友会議員は床次派、久原派が中心であった。政党内閣が中断された中、床次は政党政治復活のためには民政党と政友会の連携を主張したが、政友会の単独政権論を執る鈴木総裁派と非総裁派の対立が深まった。7月に成立した岡田内閣から政友会に挙国一致の協力打診があったが政友会では野党宣言を行った。岡田啓介は政友会の切り崩しを狙って床次に入閣を促し、党内の反対を押し切った床次は逓信大臣として入閣し政友会を除名された。この時に岡田の側近（福田耕。のちに首相秘書官）が政友会から何人脱党するのか床次に尋ねたが、「それは自分一人と考えて欲しい」と回答があった。また、床次は「自分一人でも入閣するが、閣僚の椅子は三つ用意してほしい」とも答えている。結局、床次の他に山崎達之輔、内田信也が入閣したほか、12人が脱党して政友会を除名された。山崎や内田はのちに昭和会を結成することになる。迫水久常は自著で、「政友会を脱党して昭和会を結成した床次他二名を入閣させた」と記している。

### 50万元事件
昭和10年（1935年）1月23日の衆議院本会議で、政友会の山口義一が、昭和3年（1928年）に満洲軍閥の張学良が50万元を前奉天領事赤塚正助、政友会代議士鶴岡和文に献金し、この金が床次に渡っていたと追及した。これは、昭和6年（1931年）に関東軍が起こした満洲事変で、関東軍が張作霖（学良の父で関東軍に暗殺された）の旧宅を捜索した際に、張学良の受領証を発見したことで明るみに出た。荒木貞夫陸相は、政治不介入を理由に非公開にしようとしたが、岡田内閣倒閣を狙う永田鉄山、田中清、片倉衷らによって、「皇国同志会」を名乗った怪文書として張からの献金が流布された。怪文書では、床次は献金の見返りに満蒙権益の放棄を約束した売国奴と糾弾された。山口は、この怪文書を根拠に質問したものである。岡田啓介首相は、床次に関係の無いことだとして床次を擁護した。一方、張によると献金したことは事実で、齊世英（中国語: 齐世英）によると、昭和３年（1928年）6月ごろ、連絡人を担当した小村俊三郎は床次の意をうけ、新党の設立のため中国側の蔣介石、張学良らの資金援助を申し入れた。総理の野心を持つ床次は、2000万元の献金を望み、まず手付け代わりに50万元を献金した。しかし、床次が民政党を離党し、総理の目が無くなったため、以降は献金を要求してこなかったのだという。

### 最期
在任中の昭和10年（1935年）9月8日、大臣在職のまま心臓病により東京市淀橋区西大久保（現：東京都新宿区大久保）の自宅で死去した。68歳没。
葬儀は同年9月11日に青山斎場で行われ約1万人が参列。天皇からは勅使が礼拝に、各宮家からも代参が訪れた。弔詞は岡田首相、浜田衆議院議長が読み上げた。
墓所は東京多磨墓地（多磨霊園）、鹿児島市新照院町徳大寺に分けて葬られた。西大久保以前には、麻布区三河台（現在の六本木）に私邸を構えていたことがある。この建物は、のちに木舎幾三郎が入手し、経営する月刊誌『政界往来』の事務所となった。鉄道院総裁を務めた経緯から、昭和53年（1978年）鹿児島市の鹿児島中央駅前に胸像が建てられている。
床次の死は唐突であったらしく、宇垣一成が9月8日の日記に「林銑十郎氏が陸相辞任の意向を誰にも言ったことはないと新聞に公表した翌日に辞表を提出したこと、稲田博士が床次氏の病状良好心配なしと発表した翌朝に逝去したこと、これらは呆気なく感じると同時に、公人練達の士の言分もあてにならぬ、信用できぬとの感を社会に深く起こさせてしまったことは遺憾である」と書き付けている。林陸相から川島義之への交代は9月5日であった。

## 人物評

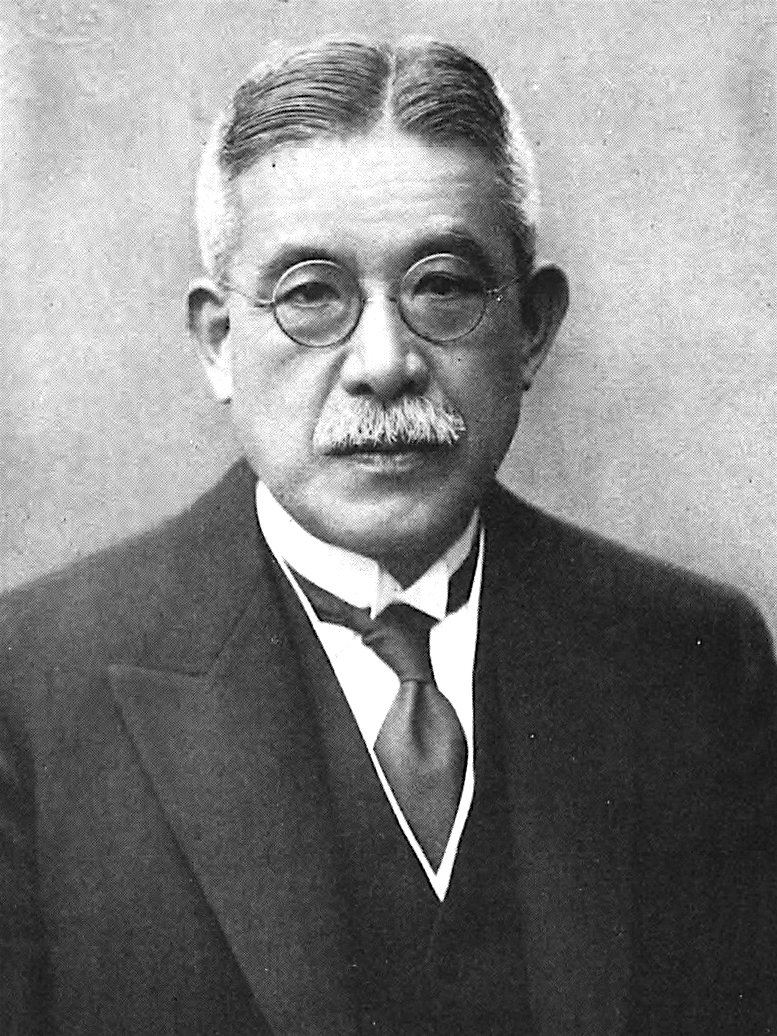
床次竹二郎

万年首相候補
「万年首相候補」と呼ばれ何度も首相候補と評されるも、余人の不評を買って政権獲得の夢を遂に果たせなかった。政治の主導権が軍部・官僚から代議士に移りつつある時代を象徴する人物の一人でありながら、後半生では政党政治への信頼を失わせる失策を行い（このためか、大内力、粟屋憲太郎、島田俊彦、桶谷秀昭が揃って「政権亡者」と評しており、中村隆英は「政界を放浪して笑いものにされた」、筒井清忠は「常に政治的タイミングの判断を誤る人であった」、福田和也も「ポストをもとめて、右に左にと政党会派を渡り歩く、信念のなさは折り紙つき」、松本清張も「彼はさしずめ『風見鶏』の元祖かもしれない」と、いずれも評価は芳しくない）、再び軍部・官僚を政治の主役へ押し上げる遠因を作った。一方で鉄道員の福利厚生に意を用い、公傷退職者を救済するため鉄道弘済会の創設に尽力した。発会に当たっては、5,000円という多額の寄付をしている。党人としては上杉慎吉や平生釟三郎の篤い後援を受けた。
横田千之助の評
「床次氏は役人での党人としては、演説も一人前に出来るし、人間も上品でちょっと押しがきく。もしこれに覇気と理想を持たせたならば、まず鬼に金棒というところであろうが、惜しいかな、氏にはこの覇気と理想に乏しい上、政治家として最も大切な熱が足りない・・・今後の民衆政治にはそれが何より大切な一つの条件である・・・今日まで苦労が足りない・・今人として順調に進んで来て、ただふとした機会に政党に入ったまでであって・・・生え抜きの政党員、すなわち官権の圧迫や反対党に苦しめられてきた人々とは全然育ちが違う。いわば温室育ちの人間である（『快男児横田千之助』）」
再婚事件
1918年4月、床次の愛妻清子が半年間の闘病の末に死去した。悲しんだ床次は得意の和歌で妻との闘病生活を交えてつづった『手向草』を出版、世間の同情を集めた。しかし、数多い子供のためとはいえ、三箇月後には一転して再婚をしたため、世間の評判を落とした。

## 栄典
位階
- 1919年（大正8年）9月30日 - 従三位[68]
- 1935年（昭和10年）9月8日 - 従二位[69]

勲章等
- 1906年（明治39年）4月1日 - 勲三等旭日中綬章[70]
- 1916年（大正5年）4月1日 - 旭日重光章[71]
- 1920年（大正9年）9月7日 - 勲一等旭日大綬章[72]
- 1921年（大正10年）7月1日 - 第一回国勢調査記念章[73]
- 1935年（昭和10年）9月8日 - 旭日桐花大綬章[69]

## 家族・親族

### 床次家
（鹿児島県、東京麻布三河台町）
- 父・正精[1]（鹿児島県士族[1]）
  - 正精は薩摩藩主の一門・宮之城領主島津久治に仕えた武士で奥小姓・御納戸役を勤めた。藩内では西郷隆盛に近い保守派に属し、明治維新後は藩士同志の内紛を調停するために上京し、後に司法省に入省して判事となった。また独学で油絵を学び、1879年には画家に転向した。伊藤博文らの肖像や大日本帝国憲法発布式典の絵などを描いている。
- 妹シゲ[1]（福岡県、水野敏之丞（理学博士）に嫁す[1]））

明治5年（1872年）8月生 - 没
- 弟正廣[1]（分家する[1]））

明治20年（1887年）2月生 - 没
- 妻

清子（橋本庸徳の長女）
恭子（男爵水谷川忠起の長女）
明治23年（1890年）7月生 - 没
- 長女・春子[1]（山形県士族・鈴木信太郎（内務官僚）に嫁す[1]）

明治26年（1893年）9月生 - 大正14年（1925年）12月11日没
- 二女・フユ[1]（東京府人・佐藤重遠（目白学園創設者、宮崎県選出の衆議院議員）に嫁す[1]）

明治31年（1898年）12月生 - 没
- 男・正一[1]

明治34年（1901年）3月生 - 没
- 男・徳二[1]（政治家、第19代総理府総務長官）

明治37年（1904年）2月生 - 昭和55年（1980年）2月22日没
- 女・夏[1]

明治39年（1906年）6月生 - 没
- 女・秋[1]

明治42年（1909年）3月生 - 昭和2年（1927年）5月16日没